# Stefan Edberg
Stefan Bengt Edberg (IPA: [ˈsteːfan ˈeːdˌbærj]; Västervik, 19 gennaio 1966) è un ex tennista svedese. Ha vinto 6 tornei del Grande Slam in singolare e 3 in doppio, 1 ATP Finals in singolare e 2 in doppio ed è stato numero 1 al mondo in entrambe le discipline. È stato anche allenatore di Roger Federer dal 2014 al 2015.
Ha partecipato ai Giochi Olimpici di Los Angeles dove il tennis non era ancora uno sport ufficiale, ma solo un torneo dimostrativo e ha vinto la competizione sconfiggendo in finale Francisco Maciel. Conferma di meritare una medaglia quattro anni dopo alle Olimpiadi di Seul vincendo la medaglia di bronzo sia in singolare che in doppio. Fece inoltre parte della squadra svedese che vinse quattro Coppe Davis, competizione nella quale disputò 7 finali, la più recente nel 1996 quale ultimo atto della sua carriera professionistica.
Tra gli avversari di alto livello con cui Edberg si misurò durante la sua carriera di vertice, figurano il tedesco Boris Becker, contro il quale disputò tre finali consecutive a Wimbledon, e lo statunitense Jim Courier, con cui si alternò al 1º posto del ranking tra il 1992 e il 1993. Nel 1990 ricevette la Medaglia d'oro dello Svenska Dagbladet, il premio assegnato dal quotidiano Svenska Dagbladet al miglior sportivo svedese dell'anno.
Per tutta la sua carriera, Edberg è stato rispettato e benvoluto da colleghi e giornalisti, ed è un giocatore noto anche per la sua correttezza, che gli ha valso per ben 5 anni la conquista dello Sportsmanship award (Premio sportività), messo in palio dall'ATP per il giocatore più corretto della stagione. Dal 1996, anno in cui Edberg ha abbandonato l'attività agonistica, questo premio porta il suo nome. Nel 2004 è stato inserito nella International Tennis Hall of Fame.

## Carriera

### L'ascesa

Da sinistra: Edberg solleva il trofeo del Milan Indoor 1984, suo primo titolo ATP in carriera, vinto in finale contro il connazionale Mats Wilander.

Edberg si mise in luce fin dalla categoria giovanile under 18. Dopo aver vinto il torneo dell'Avvenire nel 1982, l'anno successivo, a 17 anni, realizzò il Grande Slam juniores, vincendo gli Australian Open, il Roland Garros, Wimbledon e Flushing Meadows. Ancora oggi è l'unico giocatore della storia ad aver ottenuto questo traguardo giovanile. In quello stesso anno passò al professionismo. Sulle sue spalle la pesante eredità di un illustre conterraneo come Björn Borg e il confronto con un altro giovane svedese, Mats Wilander, già vincitore di Slam.
Nel 1984 arrivò il primo trionfo in un torneo ATP, ottenuto a Milano, alle spese proprio di Mats Wilander in finale. Non fu l'unico acuto della sua prima stagione ad alti livelli. Alle Olimpiadi di Los Angeles il tennis era ancora uno sport dimostrativo, ma Edberg sbaragliò tutti senza lasciare per strada nemmeno un set e regalò l'oro alla Svezia. Bisognerà però attendere il dicembre del 1985 per vederlo trionfare la prima volta nel Grande Slam sull'erba australiana di Kooyong. In finale batté ancora una volta Mats Wilander. Ma di quella edizione è rimasta negli annali soprattutto la straordinaria semifinale vinta contro il numero uno del mondo Ivan Lendl in una battaglia terminata 9-7 al quinto set.
All'Australian Open Edberg concesse il bis nel 1987, questa volta battendo in una finale molto dura l'idolo di Casa Pat Cash. L'anno precedente, Stefan aveva vinto a Gstaad il primo dei suoi tre titoli sulla terra battuta, raggiungendo a soli 20 anni il notevole traguardo di aggiudicarsi almeno un torneo su tutte le superfici (cemento,  terra rossa, erba e sintetico).
Ma è per Wimbledon che passa la gloria tennistica. Proprio sull'erba di Londra Stefan si era rivelato al grande pubblico nel 1983, quando perse al secondo turno per 8-6 al quinto set contro il connazionale Henrik Sundström. In una conferenza stampa di quella edizione del torneo, si era presentato ai giornalisti in un inglese ancora imperfetto, affermando di essere figlio di uno Swedish criminal (intendendo che suo padre lavorava nella crime police svedese).
Cinque anni dopo, nel 1988, Stefan poté alzare la coppa più prestigiosa. L'inizio del torneo fu contrassegnato da vittorie piuttosto agevoli, fino alla semifinale, quando Edberg si trovò di fronte il talentuoso Miloslav Mečíř, cui cedette i primi due set. Quando sembrava che Mecir fosse ormai sicuro della finale, lo svedese risorse dalle proprie ceneri: approfittando di un calo di tensione dell'avversario, che fu incapace di trasformare una sola delle 12 palle-break conquistate (fu allora che Gianni Clerici, commentando il match per la televisione privata Tele+, giocando sul soprannome che lui stesso aveva affibbiato al giocatore slavo, pronunciò la profetica frase "Tanto va il Gatto al break..."), Edberg vinse il terzo set e poi il quarto, per prevalere infine al quinto per 6-4. La sua prima finale sul Centre Court londinese lo oppose al rivale di sempre, Boris Becker, che si era fatto largo verso la finale superando nei quarti il campione in carica, Pat Cash, e poi Ivan Lendl, accreditato della testa di serie n. 1. La finale, a causa della pioggia, si concluse il lunedì: Edberg vinse in quattro set, vendicando la sconfitta subita tre settimane prima nella finale del torneo del Queen's.
Il 1989 fu la sua stagione più sfortunata. Agli Australian Open si ritirò prima del match contro Thomas Muster nei quarti di finale a causa di un infortunio alla schiena rimediato negli ultimi punti di un match a senso unico contro Pat Cash. A Parigi disputò forse il suo miglior torneo sulla  terra rossa, smentendo quanti riluttavano a considerarlo competitivo su una superficie che non agevolava il suo stile di attaccante, e giunse in finale. Nella prima settimana di gioco dispose facilmente sia del terraiolo Jimmy Arias al terzo turno, che del croato Goran Ivanišević. Nei quarti di finale, era atteso dall'argentino Alberto Mancini, che aveva appena vinto il torneo di Montecarlo su Becker e quello di Roma, superando Andre Agassi. Molti credevano che i colpi arrotati di Mancini avrebbero irretito il gioco d'attacco dello svedese, che invece giocò un match impeccabile: Edberg insistette sul rovescio dell'avversario con il proprio colpo migliore e, accentuando la rotazione del servizio in modo da ottenere rimbalzi molto alti, che spingevano il rivale fuori dal campo, ebbe vita facile nei turni di battuta. Ne scaturì un agevole successo in tre set. La semifinale propose il classico confronto con Becker, che infine fu sconfitto in cinque partite, in un match che definitivamente sfatò il mito negativo della debolezza psicologica di Edberg. In finale, però, incappò in una delle partite più strane e rocambolesche della sua carriera: in vantaggio per 2 set a 1 contro il diciassettenne Michael Chang, andò avanti di un break anche nel quarto set e sciupò altre dieci palle-break, prima di farsi rimontare e superare al quinto. Il Roland Garros è rimasto l'unico trofeo importante a non entrare nel suo palmarès.
Fu amara anche l'erba londinese. In un torneo che vide schierate ai quarti di finale 6 delle 8 prime teste di serie, Edberg accedette all'atto conclusivo battendo nei quarti Tim Mayotte e John McEnroe in semifinale, entrambi in tre soli set. In finale, tuttavia, sciorinò una prestazione clamorosamente abulica. Sommerso dal gioco potente di Boris Becker, perse a zero il set iniziale, per poi riprendersi lentamente nel secondo, fino a che non riuscì a strappare il servizio al tedesco, andando a servire per il set: avanti per 40-0, sbagliò prima una semplicissima volée e fu poi superato da un lungolinea di dritto in corsa di Becker che rientrò all'incrocio delle righe. Cedette il servizio e il successivo tie-break non ebbe storia: Edberg racimolò solo un punto e finì per perdere in tre set. 
Lo svedese si prese la rivincita nel Masters di fine anno, vinto in finale proprio sul tedesco (n. 2 del mondo), dopo aver battuto in semifinale Ivan Lendl (n. 1).

### Gli anni migliori

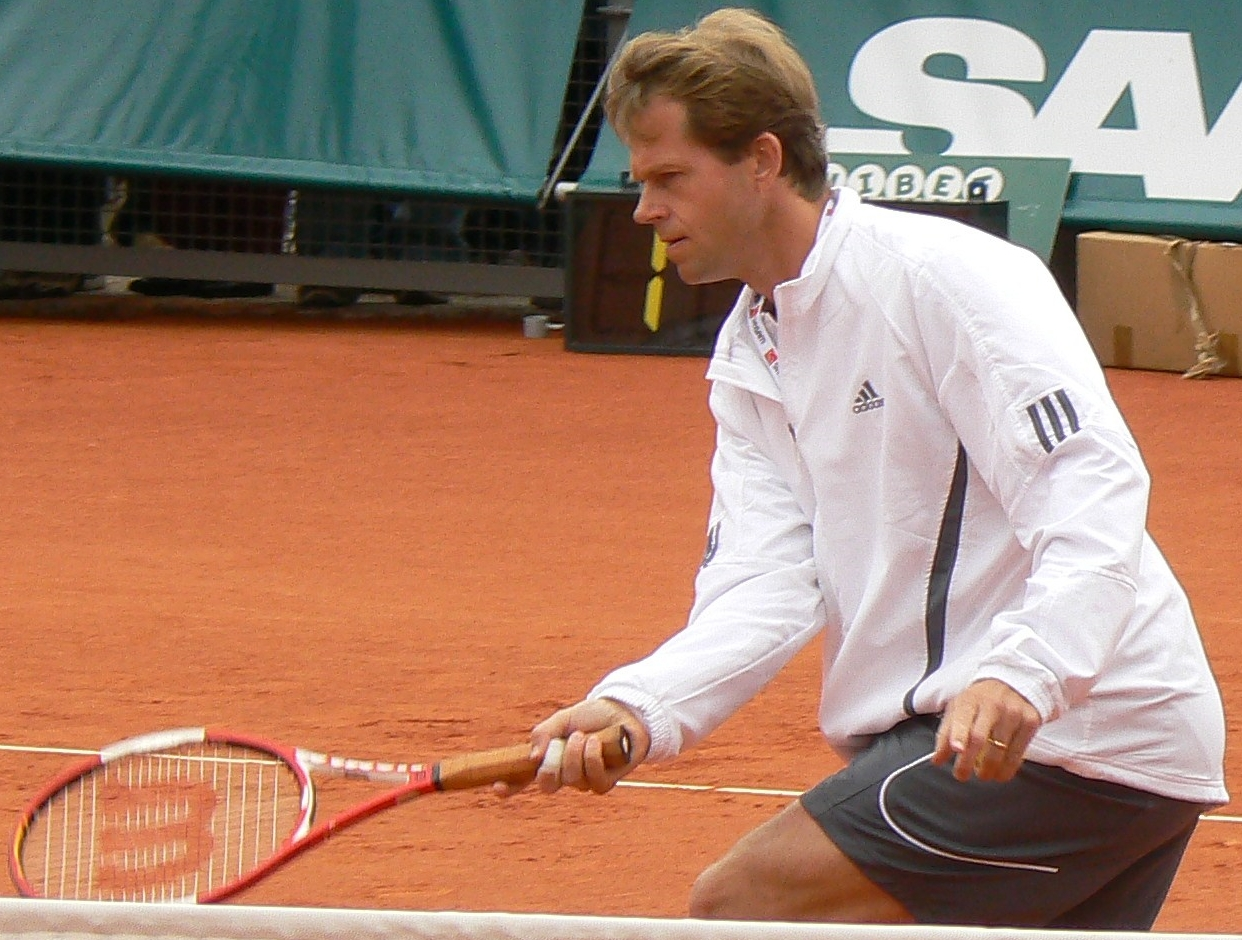
Stefan Edberg in azione

Il biennio 1990-91 fu quello della consacrazione: un Edberg al top tecnicamente e fisicamente espresse il suo tennis migliore. Nel 1990 alternò nel Grande Slam prestazioni eccellenti a risultati deludenti. In Australia un infortunio lo fermò in finale contro Ivan Lendl quando era in vantaggio di un set e stava per servire per il secondo. A Parigi, invece, Stefan non riuscì a ripetere la bella prova dell'anno precedente e i suoi sogni si infransero al primo turno contro l'astro nascente del rosso, Sergi Bruguera. Pronto riscatto sull'amata erba inglese di Wimbledon: Stefan fece fatica a trovare la forma e rischiò l'eliminazione al terzo turno contro Mansdorf. Uscito indenne da una battaglia chiusasi 9-7 al quinto set, ritrovò il suo tennis e arrivò in finale al terzo appuntamento in tre anni con Boris Becker. Edberg vinse i primi due set, ma Becker recuperò e arrivò addirittura a condurre di un break nel quinto. Edberg ribaltò ancora il match e si aggiudicò il set decisivo per 6-4.
Da lì in poi ingranò la quinta. Sul cemento americano vinse tre tornei consecutivi portando a 21 incontri la sua striscia di vittorie. Una serie positiva che gli valse per la prima volta in carriera la conquista dello scettro di numero 1, sancita il 12 agosto del 1990, mantenuto per 72 settimane complessive. Chiuse peraltro due annate consecutive (1990 e 1991) in prima posizione. La striscia si interruppe a Stoccolma in finale, dove subì da Becker una delle sconfitte più sonore della sua carriera. Dopo la vittoria al Paris Masters di Bercy la settimana successiva (grazie al ritiro di Boris Becker nel primo set della finale) giunse al match decisivo anche alle ATP Finals, che per la prima volta si giocavano a Francoforte. Ma qui a sconfiggerlo fu uno straordinario ragazzo ventenne di Las Vegas, Andre Agassi.
Stefan iniziò il '91 da Melbourne dove perse in semifinale una maratona con Ivan Lendl, dopo aver sprecato malamente 2 match point. Stessa cattiva sorte sull'erba inglese, dove avanzò fino alla semifinale senza perdere nemmeno un set, per poi lasciare il passo al tedesco Michael Stich, che avrebbe vinto il torneo, causando una notevole sorpresa: Edberg vinse il primo set per 6-4 e parve sul punto di aggiudicarsi anche il secondo, quando sbagliò un facile smash, consegnando il tie-break al futuro vincitore dei Championships. Perse anche i successivi due tie-break e, pur tenendo sempre il servizio e vincendo sei punti in più del suo avversario, fu costretto a rinunciare alla quarta finale consecutiva contro Becker. La pronta riscossa arrivò a Flushing Meadows, lo Slam che fino ad allora gli aveva dato le minori soddisfazioni e dove addirittura l'anno prima, da testa di serie n. 1, era stato eliminato al primo turno da Alexander Volkov: Edberg divenne così il secondo giocatore a passare dall'onta della sconfitta al primo incontro al successo l'anno seguente. Nel torneo che vide il 39-enne Jimmy Connors issarsi da una wild card fino alla semifinale, lo svedese giocò, per sua stessa ammissione, il miglior tennis della carriera, mortificando Chang negli ottavi e Lendl nella semifinale, prima di annichilire Courier con il punteggio di 6-2 6-4 6-0. Edberg nel match ottenne 51 punti sui 66 giocati al servizio e 68 sulle 94 discese a rete, il tutto condito da 36 colpi vincenti e solo 18 errori non forzati.
Siamo al 1992. Dopo una stagione avara di successi, avendo perso la finale dell'Australian Open contro Courier e ceduto il passo nei quarti a Andrij Medvedjev al Roland Garros e a Goran Ivanišević a Wimbledon, non senza sorpresa, Edberg bissò il titolo a Flushing Meadow. Diversamente dal torneo precedente, quando aveva largamente dominato, Edberg conquistò il suo secondo US Open (nonché sesto e ultimo Slam della carriera) al termine di una campagna durissima, che lo vide disputare ben 19 set negli ultimi quattro incontri. Negli ottavi prevalse al quinto set su Richard Krajicek, così come gli occorsero cinque partite per avere ragione di Lendl, battuto infine al tie-break dell'ultimo set dopo aver sciupato 4 palle del match nel quarto. In semifinale, Edberg trovò di nuovo sulla sua strada Michael Chang e questa volta riuscì a superarlo dopo un incontro altalenante e infarcito di errori, durante il quale i giocatori espressero un tennis a tratti scadente, che tuttavia entusiasmò il pubblico per i continui cambiamenti di copione. L'incontro, come meglio precisato più avanti, è passato alla storia come il più lungo mai giocato nel torneo. In finale, Edberg si trovò di fronte un assai più riposato Pete Sampras, che in semifinale non aveva avuto bisogno di più di quattro set per sbarazzarsi di Jim Courier, testa di serie n. 1: contro molte previsioni, lo sconfisse abbastanza facilmente, giocando il suo classico tennis d'attacco. Quella finale fu la dimostrazione che non sempre l'assenza di alternative tattiche e un più ristretto ventaglio di opzioni tecniche rappresentano un handicap: fu proprio il suo gioco a una dimensione (Edberg era sempre costretto ad attaccare, data l'impossibilità di reggere il confronto da fondo campo) a rivelarsi un vantaggio psicologico.

### Il declino
L'anno successivo iniziò la fase discendente della carriera di Stefan Edberg. Forse appagato dai successi già ottenuti, oltre che dal matrimonio e dalla paternità, Stefan non riuscì più a ripetere le vittorie degli anni precedenti. Il 1993 si aprì con la finale agli Australian Open, sconfitto, come nel 1992, da Jim Courier. Ma a fine stagione, Edberg si ritrovò con il bottino di un solo torneo vinto, peraltro sulla superficie più ostica, la terra rossa di Madrid. 
Ancora più deludente fu il 1994, in cui, per la prima volta dal 1986, non riuscì a raggiungere nemmeno una finale nei tornei del Grande Slam. Parziale consolazione gli venne solo dalla vittoria in Coppa Davis a Mosca, in finale sulla Russia.
Nel 1995 uscì dai top-ten, dopo dieci anni consecutivi di permanenza. Fu proprio in quell'anno che Stefan pensò per la prima volta al ritiro dall'attività agonistica, dopo un match perso al secondo turno di Wimbledon contro il belga Dick Norman. 
Poco prima dell'inizio della stagione 1996, Edberg annunciò che quello sarebbe stato il suo ultimo anno nel Tour professionistico. Dopo aver iniziato l'anno al numero 30 della classifica ATP ed essere scivolato fino al 54, Edberg ritrovò sprazzi del suo bel tennis per risalire fino al quattordicesimo posto.
Curiosamente e inaspettatamente, la sua ultima presenza al Roland Garros gli permise di vendicarsi di Michael Chang, che 7 anni prima gli aveva impedito di aggiungere il torneo parigino al suo già ricco palmarès: in un incontro di terzo turno, Edberg all'inizio fu sopraffatto dal più giovane contendente e poi sfoderò il gioco dei suoi anni migliori, prevalendo infine al tie-break del quarto set. L'anno dell'addio fu una passerella che lo vide ricevere riconoscimenti e standing ovation in ogni torneo. A livello agonistico rimangono da ricordare soprattutto l'ultima sfida persa contro il rivale di sempre Boris Becker nella finale del Queen's e la Coppa Davis sfumata nell'ultimo match della finale contro la Francia.

### Allenatore
Il 27 dicembre 2013 Roger Federer annuncia la collaborazione con Stefan Edberg. Edberg entrerà a fare parte del team di Federer a partire dall'Australian Open 2014 per almeno 10 settimane. La collaborazione si è conclusa a dicembre 2015. Roger Federer ha comunicato la chiusura del rapporto attraverso un post sul proprio profilo Facebook.

## Curiosità e record
Edberg, assieme a John McEnroe, è l'unico giocatore dell'era open ad essere stato n.1 del ranking sia in singolare che in doppio (anche se in periodi differenti). 
Edberg è l'unico giocatore della storia ad aver realizzato il Grande Slam juniores. 
Il suo servizio (un mix di eleganza e tecnica) è stato il logo ufficiale dell'Australian Open dal 1995 al 2016.

## Stile e caratteristiche tecniche

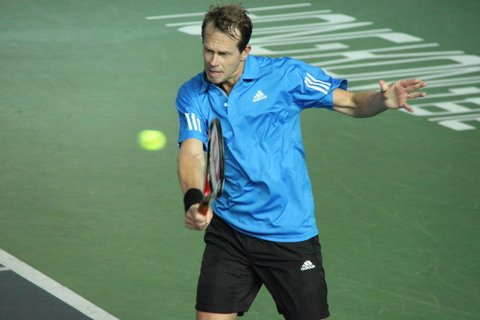
Il rovescio a una mano di Edberg

Edberg fece il suo ingresso nel circuito professionistico nel bel mezzo della Swedish invasion, la straordinaria leva di campioni, grandi e buoni giocatori che, sulle orme del mito nazionale Björn Borg, entrarono a far parte del tennis mondiale dagli anni Ottanta. A differenza, però, dei connazionali Wilander, Nyström, Svensson, Järryd, Pernfors e dei molti altri che sciamarono con buoni risultati per i tornei di tutto il mondo, e che più o meno erano fedeli repliche dell'invincibile capostipite anche nello stile di gioco, fatto di grande solidità da fondo campo e nei colpi di rimbalzo, Edberg si distaccò dai canoni dominanti e divenne un rappresentante del puro ed elegante gioco d'attacco, che aveva stabilito gli standard estetici del tennis per tutto il dopoguerra.
Dal punto di vista tecnico, Edberg beneficiò della decisiva intuizione del suo primo maestro, Percy Rosberg, che lo indusse in giovanissima età a lasciare il tradizionale rovescio bimane (autentico must della nutrita pattuglia svedese), per un classicissimo colpo a una mano, che Edberg sapeva indistintamente portare con un leggero top-spin, piatto o in back, e che assecondava assai meglio la sua indole di attaccante. Il rovescio diventò il suo marchio di fabbrica, sia da fondo campo, usato come efficacissimo passante o come profondissimo colpo di approccio (specialmente con rotazione retrograda), sia a rete, sviluppandosi forse nella più perfetta volée rovescia della storia del tennis, prima responsabile della luminosa carriera di Edberg. In particolare la sua volée bassa rimane un colpo insuperato, sia come efficienza, che come bellezza del gesto. La propensione nello scendere a rete era supportata da un servizio eccellente, non straordinariamente potente e veloce come quello dei suoi antagonisti Becker, Lendl o Sampras, né tantomeno di specialisti quali Ivanišević o Rusedski, ma eccezionalmente profondo, preciso e difficilmente governabile dal ribattitore. Il tratto peculiare della battuta di Edberg (anche della seconda palla, che perciò risultava spesso altrettanto letale della prima) era, infatti, la capacità di ottenere rimbalzi altissimi ed effetti compositi, dovuti a una pronunciata torsione del busto nella fase di caricamento del servizio, almeno fino a quando i ricorrenti infortuni alla schiena lo costrinsero a un movimento meno estremo. Inoltre, Edberg era solito variare continuamente la rotazione del servizio, che mascherava abilmente, fino all'ultimo istante, grazie anche al particolare lancio di palla molto alto, in modo da rendere più efficace la spinta ed imprevedibile la direzione. 
La particolare traiettoria del servizio, arcuata e carica di effetto, che rallentava la velocità della palla e che la faceva rimbalzare molto in alto, nel campo avversario, rendendo spesso incontrollabile la risposta, dava ad Edberg più tempo per effettuare la discesa a rete, fino a consentirgli di giungere a ridosso del nastro bianco della rete, aumentando, in tal modo, l'efficacia della sua prima volée, che era spesso vincente, anche per l'estrema rapidità dell'approccio a rete, la quale scaturiva della plasticità della dinamica del servizio, al punto da renderlo il giocatore più veloce proprio nella discesa a rete, che fu, infatti, definita, assieme all'esplosività della battuta, quale lo strappo deciso con cui, in un unico gesto netto, si srotola un morbido tappeto di seta, proprio per l'eleganza del dinamismo esplosivo.
Il modo di servire, l'immediata uscita dal movimento di battuta con un balzo nel campo e la rapidità nello scendere a rete caratterizzavano il suo corredo di perfetto attaccante: la dinamica del servizio lo proiettava subitaneamente in avanti e l'esplosività delle gambe faceva il resto, consentendogli di effettuare la prima (e a volte definitiva) volée molto vicino alla rete. Per questa caratteristica, molto più spesso degli altri giocatori del suo livello, Edberg commetteva qualche fallo di piede di troppo. Una volta nei pressi della rete, Edberg sfoderava un impareggiabile gioco di volo, semplice, pulito, essenziale. Soprattutto la volée di rovescio non lasciava scampo: alta in lungolinea, velocissima in diagonale, dolce quando stretta e corta, o in avanzamento, a volte scavata da terra, si meritò la qualifica di miglior prima volée del circuito. Edberg ne ricavava sempre il massimo, grazie a una straordinaria sensibilità e allo spiccatissimo senso della posizione, all'elasticità delle caviglie e delle ginocchia, ai piccoli passi ad alta frequenza con cui manteneva sempre la migliore aderenza al suolo e l'equilibrio del corpo. Quando poi la risposta dell'avversario era bassa e gli cadeva tra i piedi, Edberg si produceva nel suo vero capolavoro: in uscita dal servizio, in piena corsa, con la racchetta che sfiorava il suolo, lo svedese manteneva equilibrio e compostezza, e colpiva la palla con un leggero taglio all'indietro, per non perderne il controllo, e la spediva a pochi centimetri dalla linea di fondo, magari in uno dei due angoli, rovesciando in un istante il tema tattico e costringendo l'avversario a un passante difficilissimo.
Meno sicuro era il suo gioco sul lato destro del corpo. Specialmente da fondo campo, il dritto era a malapena un colpo di contenimento, che nelle giornate peggiori offriva all'avversario una facile breccia nell'edificio tennistico dello svedese e si perdeva facilmente oltre la linea di fondo quando veniva portato per scendere a rete. Più efficace era quando Edberg lo colpiva d'incontro; specialmente sull'erba, diventava così un passante abbastanza affidabile.
Infine, Edberg si distingueva per il costante fair-play e la massima signorilità della condotta: mai un'imprecazione fuori posto, mai una protesta veemente, mai un gesto irriguardoso. L'unica concessione allo sfogo dell'emotività era il pugno che solcava l'aria in segno di esultanza e di autoincitamento, cui Edberg si lasciò sempre più spesso andare con l'avanzare degli anni e della carriera. Non a caso, come detto sopra, vinse per cinque anni il premio alla sportività che l'ATP assegnava al tennista più corretto della stagione e che dopo il suo ritiro gli è stato intitolato.
A causa della sua correttezza e della personalità mite, Edberg fu per lungo tempo considerato uno scarso combattente, almeno a paragone dei suoi più fieri rivali, Becker, Lendl o Courier, cui veniva accreditata ben maggiore tempra agonistica. Tuttavia, lo svedese smentì più volte questo luogo comune, vincendo incontri apparentemente compromessi o trionfando al termine di maratone fisiche e nervose. Fu addirittura capace di vincere numerosi e importanti match, pur essendo indietro di un break nel quinto set: rimarchevoli esempi, sono il match contro Mečíř nel 1988 a Wimbledon, la semifinale contro Becker al Roland Garros del 1989 o sempre contro il tedesco la finale di Wimbledon del 1990; nel 1992, agli US Open, lo fece addirittura per tre volte consecutive (contro Krajicek, contro Lendl e poi contro Chang), prima di vincere il torneo.

## Finali nel Grande Slam (16)

### Singolare (11)

#### Vinte (6)
| Anno | Torneo              | Superficie | Avversario in finale | Punteggio               |
| 1985 | Australian Open     | Erba       | Mats Wilander        | 6–4, 6–3, 6–3           |
| 1987 | Australian Open (2) | Erba       | Pat Cash             | 6–3, 6–4, 3–6, 5–7, 6–3 |
| 1988 | Wimbledon           | Erba       | Boris Becker         | 4–6, 7–6(2), 6–4, 6–2   |
| 1990 | Wimbledon (2)       | Erba       | Boris Becker         | 6–2, 6–2, 3–6, 3–6, 6–4 |
| 1991 | US Open             | Cemento    | Jim Courier          | 6–2, 6–4, 6–0           |
| 1992 | US Open (2)         | Cemento    | Pete Sampras         | 3–6, 6–4, 7–6, 6–2      |

#### Perse (5)
| Anno | Torneo              | Superficie | Avversario in finale | Punteggio               |
| 1989 | Open di Francia     | Terra      | Michael Chang        | 6–1, 3–6, 4–6, 6–4, 6–2 |
| 1989 | Wimbledon           | Erba       | Boris Becker         | 6–0, 7–6, 6–4           |
| 1990 | Australian Open     | Cemento    | Ivan Lendl           | 4–6, 7–6, 5–2 ritirato  |
| 1992 | Australian Open (2) | Cemento    | Jim Courier          | 6–3, 3–6, 6–4, 6–2      |
| 1993 | Australian Open (3) | Cemento    | Jim Courier          | 6–2, 6–1, 2–6, 7–5      |

### Doppio (5)

#### Vinte (3)
| Anno | Torneo              | Superficie | Partner       | Avversari in finale           | Punteggio               |
| 1987 | Australian Open     | Erba       | Anders Järryd | Peter Doohan Laurie Warder    | 6–4, 6–4, 7–6           |
| 1987 | US Open             | Cemento    | Anders Järryd | Ken Flach Robert Seguso       | 7–6, 6–2, 4–6, 5–7, 7–6 |
| 1996 | Australian Open (2) | Cemento    | Petr Korda    | Alex O'Brien Sébastien Lareau | 7–5, 7–5, 4–6, 6–1      |

#### Perse (2)
| Anno | Torneo          | Superficie | Partner       | Avversari in finale        | Punteggio                   |
| 1984 | US Open         | Cemento    | Anders Järryd | John Fitzgerald Tomáš Šmíd | 7–6, 6–3, 6–3               |
| 1986 | Open di Francia | Terra      | Anders Järryd | John Fitzgerald Tomáš Šmíd | 6–3, 4–6, 6–3, 6 – 7, 14-12 |

## Titoli vinti (60)

### Singolare (42)
| Legenda                                                 |
| Grande Slam (6)                                         |
| Tennis Masters Cup ATP (1)                              |
| Giochi olimpici (1)                                     |
| ATP Grand Prix Championship Series / Masters Series (8) |
| ATP Championship Series (8)                             |
| ATP Grand Prix (18)                                     |

| Legenda superfici |
| Cemento (23)      |
| Terra (3)         |
| Erba (5)          |
| Carpet (11)       |

| Nº  | Data              | Torneo                                          | Superficie  | Avversario della finale | Risultato               |
| --- | ----------------- | ----------------------------------------------- | ----------- | ----------------------- | ----------------------- |
| 1.  | 25 marzo 1984     | Milano Indoor, Milano                           | Carpet      | Mats Wilander           | 6–4, 6–2                |
| 2.  | 16 settembre 1984 | Olimpiadi, Los Angeles                          | Cemento     | Francisco Maciel        | 6–1, 7–6                |
| 3.  | 4 febbraio 1985   | Volvo U.S. National Indoor, Memphis (1)         | Carpet      | Yannick Noah            | 6–1, 6–0                |
| 4.  | 30 settembre 1985 | SAP Open, San Francisco                         | Carpet      | Johan Kriek             | 6–4, 6–2                |
| 5.  | 21 ottobre 1985   | Swiss Indoors, Basilea (1)                      | Cemento (i) | Yannick Noah            | 6–7, 6–4, 7–6, 6–1      |
| 6.  | 9 dicembre 1985   | Australian Open, Melbourne (1)                  | Erba        | Mats Wilander           | 6–4, 6–3, 6–3           |
| 7.  | 14 luglio 1986    | Swiss Open Gstaad, Gstaad                       | Terra rossa | Roland Stadler          | 7–5, 4–6, 6–1, 4–6, 6–2 |
| 8.  | 20 ottobre 1986   | Swiss Indoors, Basilea (2)                      | Cemento (i) | Yannick Noah            | 7–6, 6–2, 6–7, 7–6      |
| 9.  | 10 novembre 1986  | Stockholm Open, Stoccolma (1)                   | Cemento (i) | Mats Wilander           | 6–2, 6–1, 6–1           |
| 10. | 26 gennaio 1987   | Australian Open, Melbourne (2)                  | Erba        | Pat Cash                | 6–3, 6–4, 3–6, 5–7, 6–3 |
| 11. | 16 febbraio 1987  | Volvo U.S. National Indoor, Memphis (2)         | Cemento (i) | Jimmy Connors           | 6–3, 2–1, rit.          |
| 12. | 23 marzo 1987     | ABN AMRO World Tennis Tournament, Rotterdam (1) | Carpet      | John McEnroe            | 3–6, 6–3, 6–1           |
| 13. | 20 aprile 1987    | Japan Open Tennis Championships, Tokyo (1)      | Cemento     | David Pate              | 7–6, 6–4                |
| 14. | 24 agosto 1987    | Cincinnati Masters, Cincinnati (1)              | Cemento     | Boris Becker            | 6–4, 6–1                |
| 15. | 26 ottobre 1987   | Tokyo Indoor, Tokyo (1)                         | Carpet      | Ivan Lendl              | 6–7, 6–4, 6–4           |
| 16. | 9 novembre 1987   | Stockholm Open, Stoccolma (2)                   | Cemento (i) | Jonas Svensson          | 7–5, 6–2, 4–6, 6–4      |
| 17. | 15 febbraio 1988  | ABN AMRO World Tennis Tournament, Rotterdam (2) | Carpet      | Miloslav Mečíř          | 7–6, 6–2                |
| 18. | 4 luglio 1988     | Torneo di Wimbledon, Londra (1)                 | Erba        | Boris Becker            | 4–6, 7–6, 6–4, 6–2      |
| 19. | 10 ottobre 1988   | Swiss Indoors, Basilea (3)                      | Cemento (i) | Jakob Hlasek            | 7–5, 6–3, 3–6, 6–2      |
| 20. | 24 aprile 1989    | Japan Open Tennis Championships, Tokyo (2)      | Cemento     | Ivan Lendl              | 6–3, 2–6, 6–4           |
| 21. | 4 dicembre 1989   | ATP Tour World Championship                     | Carpet      | Boris Becker            | 4–6, 7–6, 6–3, 6–1      |
| 22. | 12 marzo 1990     | BNP Paribas Open, Indian Wells                  | Cemento     | Andre Agassi            | 6–4, 5–7, 7–6, 7–6      |
| 23. | 16 aprile 1990    | Japan Open Tennis Championships, Tokyo (3)      | Cemento     | Aaron Krickstein        | 6–4, 7–5                |
| 24. | 9 luglio 1990     | Torneo di Wimbledon, Londra (2)                 | Erba        | Boris Becker            | 6–2, 6–2, 3–6, 3–6, 6–4 |
| 25. | 6 agosto 1990     | Farmers Classic, Los Angeles                    | Cemento     | Michael Chang           | 7–6, 2–6, 7–6           |
| 26. | 13 agosto 1990    | Cincinnati Masters, Cincinnati (2)              | Cemento     | Brad Gilbert            | 6–1, 6–1                |
| 27. | 27 agosto 1990    | Waldbaum's Hamlet Cup, Long Island              | Cemento     | Goran Ivanišević        | 7–6, 6–3                |
| 28. | 5 novembre 1990   | Paris Open, Parigi                              | Carpet      | Boris Becker            | 3–3, rit.               |
| 29. | 25 febbraio 1991  | Stoccarda Indoor, Germania (1)                  | Carpet      | Jonas Svensson          | 6–2, 3–6, 7–5, 6–2      |
| 30. | 15 aprile 1991    | Japan Open Tennis Championships, Tokyo (4)      | Cemento     | Ivan Lendl              | 6–1, 7–5, 6–0           |
| 31. | 17 giugno 1991    | Queen's, Londra                                 | Erba        | David Wheaton           | 6–2, 6–3                |
| 32. | 9 settembre 1991  | US. Open, New York (1)                          | Cemento     | Jim Courier             | 6–2, 6–4, 6–0           |
| 33. | 7 ottobre 1991    | Australian Indoor Championships, Sydney         | Cemento (i) | Brad Gilbert            | 6–2, 6–2, 6–2           |
| 34. | 14 ottobre 1991   | Tokyo Indoor, Tokyo (2)                         | Carpet      | Derrick Rostagno        | 6–3, 1–6, 6–2           |
| 35. | 11 maggio 1992    | German Open Hamburg, Amburgo                    | Terra rossa | Michael Stich           | 5–7, 6–4, 6–1           |
| 36. | 24 agosto 1992    | ATP Volvo International, New Haven              | Cemento     | MaliVai Washington      | 7–6, 6–1                |
| 37. | 14 settembre 1992 | US. Open, New York (2)                          | Cemento     | Pete Sampras            | 3–6, 6–4, 7–6, 6–2      |
| 38. | 26 aprile 1993    | Madrid Tennis Grand Prix, Madrid                | Terra rossa | Sergi Bruguera          | 6–3, 6–3, 6–2           |
| 39. | 10 gennaio 1994   | Qatar Open ATP, Doha (1)                        | Cemento     | Paul Haarhuis           | 6–3, 6–2                |
| 40. | 21 febbraio 1994  | Stoccarda Indoor, Germania (2)                  | Carpet      | Goran Ivanišević        | 4–6, 6–4, 6–2, 6–2      |
| 41. | 25 luglio 1994    | Washington, USA                                 | Cemento     | Jason Stoltenberg       | 6–4, 6–2                |
| 42. | 9 gennaio 1995    | Qatar Open ATP, Doha (2)                        | Cemento     | Magnus Larsson          | 7–6, 6–1                |

### Sconfitte in finale nel singolare (36)
| Legenda                                           |
| Grande Slam (5)                                   |
| Tennis Masters Cup ATP (1)                        |
| Tennis Masters Cup WCT (1)                        |
| Grand Prix Super Series / ATP Masters Series (12) |
| ATP Championship Series (4)                       |
| ATP Grand Prix (13)                               |

| Nº  | Data              | Torneo                                      | Superficie  | Avversario della finale | Risultato               |
| --- | ----------------- | ------------------------------------------- | ----------- | ----------------------- | ----------------------- |
| 1.  | 25 marzo 1985     | Swedish Open, Båstad (1)                    | Terra rossa | Mats Wilander           | 1–6, 0–6                |
| 2.  | 16 settembre 1985 | Farmers Classic, Los Angeles (1)            | Cemento     | Paul Annacone           | 6–7, 7–6, 6–7           |
| 3.  | 4 febbraio 1986   | Volvo U.S. National Indoor, Memphis         | Carpet      | Brad Gilbert            | 5–7, 6–7                |
| 4.  | 30 settembre 1986 | Canada Masters, Toronto                     | Cemento     | Boris Becker            | 4–6, 6–3, 3–6           |
| 5.  | 21 ottobre 1986   | Farmers Classic, Los Angeles (2)            | Cemento     | John McEnroe            | 2–6, 3–6                |
| 6.  | 9 dicembre 1986   | Tokyo Indoor, Tokyo                         | Carpet      | Boris Becker            | 6–7, 1–6                |
| 7.  | 14 luglio 1987    | BNP Paribas Open, Indian Wells              | Cemento     | Boris Becker            | 4–6, 4–6, 5–7           |
| 8.  | 20 ottobre 1987   | Swedish Open, Båstad (2)                    | Terra rossa | Joakim Nyström          | 6–4, 0–6, 3–6           |
| 9.  | 10 novembre 1987  | Canada Open, Montréal                       | Cemento     | Ivan Lendl              | 4–6, 6–7                |
| 10. | 26 gennaio 1987   | Farmers Classic, Los Angeles (3)            | Cemento     | David Pate              | 4–6, 4–6                |
| 11. | 16 febbraio 1988  | WCT Finals, Dallas                          | Carpet      | Boris Becker            | 4–6, 6–1, 5–7, 2–6      |
| 12. | 23 marzo 1988     | Japan Open Tennis Championships, Tokyo      | Cemento     | John McEnroe            | 2–6, 2–6                |
| 13. | 20 aprile 1988    | Queen's, Londra (1)                         | Erba        | Boris Becker            | 1–6, 6–3, 3–6           |
| 14. | 24 agosto 1988    | Cincinnati Masters, Cincinnati (1)          | Cemento     | Mats Wilander           | 6–3, 6–7, 6–7           |
| 15. | 26 ottobre 1989   | Tennis Channel Open, Scottsdale             | Cemento     | Ivan Lendl              | 2–6, 3–6                |
| 16. | 11 giugno 1989    | Open di Francia, Parigi                     | Terra rossa | Michael Chang           | 1–6, 6–3, 6–4, 4–6, 2–6 |
| 17. | 15 febbraio 1989  | Torneo di Wimbledon, Londra                 | Erba        | Boris Becker            | 0–6, 6–7, 4–6           |
| 18. | 4 luglio 1989     | Cincinnati Masters, Cincinnati (2)          | Cemento     | Brad Gilbert            | 4–6, 6–2, 6–7           |
| 19. | 10 ottobre 1989   | Swiss Indoors, Basilea                      | Cemento (i) | Jim Courier             | 6–7, 6–3, 6–2, 0–6, 5–7 |
| 20. | 24 aprile 1989    | Paris Open, Parigi                          | Carpet      | Boris Becker            | 4–6, 3–6, 3–6           |
| 21. | 4 dicembre 1990   | Australian Open, Melbourne (1)              | Cemento     | Ivan Lendl              | 6–4, 6–7, 2–5, rit.     |
| 22. | 12 marzo 1990     | Miami Masters, Key Biscayne                 | Cemento     | Andre Agassi            | 1–6, 4–6, 6–0, 2–6      |
| 23. | 16 aprile 1990    | Australian Indoor Championships, Sydney (1) | Cemento (i) | Boris Becker            | 6–7, 4–6, 4–6           |
| 24. | 9 luglio 1990     | Stockholm Open, Stoccolma (1)               | Cemento (i) | Boris Becker            | 4–6, 0–6, 3–6           |
| 25. | 6 agosto 1990     | ATP Tour World Championships, Francoforte   | Carpet      | Andre Agassi            | 7–5, 6–7, 5–7, 2–6      |
| 26. | 13 agosto 1991    | Pilot Pen Tennis, Long Island               | Cemento     | Ivan Lendl              | 3–6, 2–6                |
| 27. | 27 agosto 1991    | Stockholm Open, Stoccolma (2)               | Cemento (i) | Boris Becker            | 6–3, 4–6, 6–1, 2–6, 2–6 |
| 28. | 5 novembre 1992   | Australian Open, Melbourne (2)              | Cemento     | Jim Courier             | 3–6, 6–3, 4–6, 2–6      |
| 29. | 25 febbraio 1992  | Stoccarda Indoor, Germania                  | Carpet      | Goran Ivanišević        | 7–6, 3–6, 4–6, 4–6      |
| 30. | 15 aprile 1992    | Australian Indoor Championships, Sydney (2) | Cemento (i) | Goran Ivanišević        | 4–6, 2–6, 4–6           |
| 31. | 17 giugno 1993    | Australian Open, Melbourne (3)              | Cemento     | Jim Courier             | 2–6, 1–6, 6–2, 5–7      |
| 32. | 9 settembre 1993  | Cincinnati Masters, Cincinnati (3)          | Cemento     | Michael Chang           | 5–7, 6–0, 4–6           |
| 33. | 7 ottobre 1993    | Swiss Indoors, Basilea (2)                  | Cemento (i) | Michael Stich           | 4–6, 7–6, 3–6, 2–6      |
| 34. | 14 ottobre 1994   | Cincinnati Masters, Cincinnati (4)          | Cemento     | Michael Chang           | 2–6, 5–7                |
| 35. | 11 maggio 1995    | Legg Mason Tennis Classic, Washington       | Cemento     | Andre Agassi            | 4–6, 6–2, 5–7           |
| 36. | 24 agosto 1996    | Queen's, Londra (2)                         | Erba        | Boris Becker            | 4–6, 6–7                |

## Premi
- Uomo dell'anno La Gazzetta dello Sport: 1

1990

## La vita fuori dal campo
Stefan Edberg è sposato dal 18 aprile 1992 con Annette Olsen, modella svedese ed ex fidanzata di Mats Wilander. Ha due figli: Emilie, nata nel luglio del 1993, e Christopher, nato nel febbraio 1997. Qualche anno dopo il ritiro dal tennis, Stefan si è trasferito da Londra (città in cui aveva la residenza e che amava molto) a Växjö, in Svezia, paese d'origine della moglie. Oggi, l'ex campione conduce una vita tranquilla, è proprietario di una tenuta nella foresta svedese e vende legname all'industria della carta. Possiede, insieme ad altri soci, la società di management CASE, di cui è il direttore. Concede rarissime esibizioni, prevalentemente in nord Europa. Nel maggio 2008 ha annunciato di voler partecipare ad alcune tappe del "Tour of Champions", il circuito tennistico comunemente noto come "Senior Tour", che comprende altri big della racchetta andati in pensione. Dal 2010 Stefan ricopre il ruolo di "Director of Tennis and Advisor" per la Cascade Resort Tennis Academy di Lagos, in Portogallo. Edberg dall'Australian Open del 2014 sino all'8 dicembre 2015 è stato uno degli allenatori di Roger Federer.